# Graham Bartram
Graham Bartram (Montrose, 18 luglio 1963) è un vessillologo (studioso di bandiere) e un vessillografo (disegnatore di bandiere) britannico, e attualmente anche segretario generale del Congresso della FIAV.
È inoltre direttore del Flag Institute e gestisce il World Flag Database. Tra i vessillologhi, Bartram è uno dei più stimati per la ricerca e progettazione di bandiere e la qualità delle sue opere d'arte, anche in quelle online.
Graham Bartram è nato nella regione dell'Angus in Scozia e cresciuto in molte parti del mondo: Dundee, Belfast, Accra (Ghana), Lagos (Nigeria), Montrose e Chesterfield (Derbyshire). Fu mentre viveva ad Accra che sviluppò il proprio interesse e amore per le bandiere.
È stato fatto membro del Flag Institute nel 2005 per i servizi resi all'associazione.
Bartram è l'autore del libro British Flags and Emblems ed è stato consulente del Governo Britannico per revisionare il libro sulle bandiere militari britanniche BR20 Flags of All Nations. Prendendo parte al lavoro sul BR20 è stato l'addetto alla riprogettazione di molte bandiere dei Territori Britannici d'Oltremare nel 1999.
Sebbene più conosciuto per la sua esperienza nel campo della vessillologia, Bartram è un ingegnere del software ed è stato responsabile di molti importanti programmi per il BBC Micro e, recentemente, ha lavorato assiduamente nel campo dei media interattivi. Il sito web da lui curato ne è un chiaro esempio.